# 95 هـ
95 هـ هي سنة في التقويم الهجري امتدت مقابلةً في التقويم الميلادي بين سنتي 713 و714.

## مواليد
- الغمر بن يزيد
- نضلة بن نعيم التميمي
- ابن الجصاص
- أبو ذر الهروي
- إسماعيل بن أبان
- بشار بن برد
- حماد الراوية
- زهير بن معاوية
- شريك بن عبد الله النخعي
- معمر بن راشد

## وفيات
- الغريض
- حميد بن عبد الرحمن بن عوف
- البلتع العنبري من شعراء العصر الأموي.
- ولادة بنت العباس زوجة الخليفة عبد الملك بن مروان وأم ابنيه الخليفة الوليد بن عبد الملك والخليفة سليمان بن عبد الملك.
- سعد بن إياس الشيباني
- عبد الرحمن بن أذينة العبدي
- عدي بن الرقاع العاملي
- علي بن الحسين السجاد
- مطرف بن عبد الله بن الشخير
- أوس بن حجر
- سعيد بن جبير
- 21 رمضان - الحجاج بن يوسف الثقفي